# MCI Mail
MCI Mail was een gecommercialiseerde e-maildienst van het Amerikaanse bedrijf MCI Communications Corp.. De e-maildienst was beschikbaar van 1983 tot 2003. De oorzaak van opdoeking is de opkomst van het internet en gratis e-maildiensten zoals Hotmail.
Toen de dienst werd opgericht konden abonnees enkel e-mails sturen naar andere leden van MCI mail. Later werd dit uitgebreid zodat men ook e-mails kon sturen naar abonnees van onder andere AT&T Mail, CompuServe en Sprint-Mail. Een mailbox raadplegen ging initieel enkel door met een computer over een modem in te bellen naar de servers van MCI Communications. Toen internet zijn weg vond naar de huiskamers, kreeg elke abonnee een internet-e-mailadres eindigend op @mcimail.com. MCI was zelfs het eerste bedrijf dat een e-mail-connectie over internet aanbood.
Om mails te kunnen versturen, kon men gebruikmaken van MCI Mail Express. Daarnaast waren er softwarepakketten van andere ontwikkelaars waarmee men kon connecteren naar de mailservers van MCI waaronder Lotus Notes, Norton Commander's MCI Mail utility, MailRoom van Sierra Solutions en Microsoft Bob
Naast e-mails sturen naar elektronische postbussen kon men de e-mail ook sturen naar een afdrukcentrum om vervolgens te versturen via U.S. Postal Service waarbij de aflevering gebeurde op het opgegeven adres. De levertermijn hing af van hoeveel de klant wilde betalen en kon zelfs binnen vier uur. Daarvoor had MCI Communications op verschillende plaatsen in Amerika afdrukcentra staan. Ook afhankelijk van wat de klant wilde betalen werd dit op matrix-, laser- of inkjetprinters afgedrukt waarbij men ook nog kon kiezen uit verschillende papierformaten en -kwaliteiten. MCI Communication heeft deze dienst uitgebreid zodat men ook op korte termijn zulke uitgeprinte brieven kon versturen naar Europa en werd er een bijkomend afdrukcentrum in Brussel opgericht.
Ten slotte kon men e-mails ook sturen naar fax- en telexapparaten.